# Stephanie-Gerrit Bruer
Stephanie-Gerrit Bruer (geboren am 16. März 1960 in Halle (Saale)) ist eine deutsche Klassische Archäologin und Direktorin des Winckelmann-Museums in Stendal.
Nach dem Besuch der Polytechnischen Oberschule in Bad Suderode und dem Abitur an der Erweiterten Oberschule in Quedlinburg im Jahr 1979 studierte Stephanie-Gerrit Bruer Klassische Archäologie und Klassische Philologie an der Universität Jena von 1979 bis 1984. Im Anschluss an ihr Diplom in Klassischer Archäologie war sie von 1984 bis 1990 wissenschaftliche Mitarbeiterin am Winckelmann-Museum in Stendal. Bei Gerhard Zinserling wurde sie 1990 in Jena mit der Arbeit Die Wirkung Winckelmanns auf die deutsche Archäologie im 19.Jahrhundert promoviert.
Seit 1989 Vorstandsmitglied der Winckelmann-Gesellschaft, wurde sie 1990 in deren internationales Kuratorium gewählt und zur Geschäftsführerin ernannt. Im selben Jahr wurde sie Direktorin des Winckelmann-Museums, das sie seither leitet (Stand: 14. September 2020). Ein halbjähriges Forschungsstipendium des Deutschen Archäologischen Instituts führte sie 1991/1992 nach Rom. Ab 1993 nahm sie an den archäologischen Forschungen im lykischen Patara teil, seit 2006 an den Ausgrabungen in Rhodiapolis.
Für ihre wissenschaftlichen Leistungen erhielt Stephanie-Gerrit Bruer im Jahr 1996 den Rudolf-Meimberg-Preis der Akademie der Wissenschaften und der Literatur in Mainz. Die Stadt Stendal verlieh ihr 2008 die Winckelmann-Medaille.

## Publikationen (Auswahl)
- Johann Joachim Winckelmann. Ein bedeutender Altertumsforscher des 18. Jahrhunderts. Winckelmann-Museum, Stendal 1988 (PDF).
- Von Pompeji bis Troja: archäologische Entdeckungen von Winckelmann bis Schliemann. Ausstellung im Winckelmann-Museum vom 8. Dezember 1990 bis 10. März 1991. Herausgegeben vom Winckelmann-Museum, wissenschaftliche Bearbeitung von Stephanie-Gerrit Bruer. Winckelmann-Museum, Stendal 1990 (PDF).
- Die Wirkung Winckelmanns in der deutschen Klassischen Archäologie des 19. Jahrhunderts (= Akademie der Wissenschaften und der Literatur Mainz. Abhandlungen der geistes- und sozialwissenschaftlichen Klasse. 1994 Nr. 3). Steiner, Stuttgart 1994.
- Antiken in Stendal (= Aus den Sammlungen der Winckelmann-Gesellschaft. Band 3). Rutzen, Mainz 2006.
- mit Max Kunze: Der Stadtplan von Patara und Beobachtungen zu den Stadtmauern (= Patara. Band 1,1). Ege Yayınları, Istanbul 2010.